# Rings of Saturn
Рингс ов Сатурн (енгл. Rings of Saturn; у буквалном преводу „Прстење Сатурна") је амерички деткор бенд
из Заливске области Сан Франциска у Калифорнији. Фромиран је 2009. године и оригинално је био само студијски програм. Међутим, након што су добили широку популарност и потписали уговор са Unique Leader Records, бенд је формирао потпуну поставу и постао стални турнејшки бенд. Рингс оф Сатурнова музика садржи веома технички стил, под великим утицајем тамтиком ванземаљског живота и свемира. Објавили су пет студијских албума, а њихов трећи Lugal Ki En, који је изашао 2014. године, био је 126. на табли америчког Билборд 200, док је њихов четврти албум Ulta Ulla, који је био објављен 2017. године, биио је 76. на Билборд 200, овај албум је до сад највећи успех бенда. Њихов најновији албум Gidim изашао је у октобру 2019.

## Историја
Рингс ов Сатурн формиран је 2009. у средњој школи као студијски пројекат са Лукасом Маном на гитари, басу и клавијатури, Петер Павлак за вокалисту, и Брен Силету на бубњевима. Бенд је објавио песму на интернет названу "Abducted" и веома брзо су придобијали слушаоце. Бенд је након овога снимио свој деби албум који се звао Embryonic Anomaly, са Бобом Свансоном у  Mayhemnness Studios у Сакраменту у Калифорнији. Бенд је самостално објавио албум у 25. маја 2010. године. Четири месеца након изласка Embryonic Anomaly бенд је потписао уговор са Unique Leader Records. Наредних месеци након потисивања уговора Џол Оменс је додат као други гитариста и чланови бенда су завршили средњу школу, што је довело до почетка њихових турнеја. Embryonic Anomaly био је поново објављен кроз Unique Leader 1. марта 2011. гоинде, њихова два наредна албума исто су објављени под том етикетом. Брент Силето и Петер Павлак обојица су напустили бенд у децембру 2011. 
Бенд, који је до сад само имао Лукаса Мана и Џол Оманса као перманентне чланове, имао је брохне чланове са којима су радили само турнеје док нису у састав додали Ијана Берера, Шон Мартинеза и Ијана Бејкера као вокалисту, басисту и бубњара. Ова постава је онда снимила свој други албум који се звао Dingir са истим продуцентом. Албум је оригинално требао да буде објављен 20. новембра 2012, али због легалних проблема, излазак албума је био одложен за 5. фебруар 2013. Вокалиста Ијан Бејкер је поставио цео албум на свој Јутјуб канал и онда га је ставио на Тотал Деткор да би могао да се скине као одговор на то да је албум био одложен и предпродукцијска верзија је била пропуштена на интернет. Ијан Бејкер и Шон Мартинез на крају су напусили бенд након изласка албума, бенд је након тога учествовао на Summer Slaughter турнеји 2013. додавајући Џеси Бијелера на бубњевима до краја турнеје.
Рингс ов Сатурн почео је да снима њихов трећи студијски албум у Питсбургу у Пенсилванији, овог пута са Ароном Кичером из бендова Infant Annihilator и Black Tongue као специјалног госта на албуму на свим аранжманива бубњева. Арон Стечанер се касније потпуно придружио бенду као њихов бубњар након завршетка албума. Првог јула 2014. године, бенд је објавио насловну уметност и листу песама новог албума Lugal Ki En који је изашао 14. октобра 2014. Такође су објавили први музички видео за песму "Senseless Massacre" који је режирао Алекс Т Рајнхард. Бенд је кренуо на турнеју по Америци, Канади, и на крају први пут у Мексику, али зато нису свирали ни једну од нових песама са најновијег албума. Деветоф децембра 2014, Џол Оманс је најавио свој одлазак из групе, ијавивши на његовом личном Фејсбук налогу да је напустио бенд јер је Лулкас Ман постао "страхота од музичара" и да је "отежавао бенду да свира нове песме са Lugal Ki En" током албумске турнеје. Две недеље касније на 26. децемрбу, Мајлс Димитри Бејкер је најављен као њихов нови секундарни гитариста. 
Другог априла 2015, као одговор на наводе, бенд је објавио уживо сниману обраду песме "Godless Times" са Lugal Ki En албума коју су одсвирали Лукас Ман и Махлс Димитри бејкер.Три месеца касније, на 28, август, је објавио сингл "Seized and Devoured 2.0", поновно снимљену песму са њиховог првог албума која је овог пута садржала вокале Ијана Берера. Убрзо након тога, бенд је ишао на турнеју Северне Америке, на сет листи су углавном биле песме са њиховог албума Lugal Ki En јер до сад нису биле свиране уживо. Мало касније у истој година 25. децембра, бенд је је објавио колаборативни сингл под именом "Souls Of This Mortality" са сопственим бендом "Interloper" у форми споредног пројекта. Рингс ов Сатурн је након овога започео њихову прву турнеју у Европи у раној 2016. години, коју је пратила турнеја по Северној Америци која је подржавала бенд Thy Art Is Murder. 17. маја 2016. бенд је најавио да подписује уговор са Nuclear Blast Records.
31. јула 2016, Рингс ов Сатурн најавио је да су завршили са писањем њиховог следећег албума Ultu Ulla, изашао је 28. јула 2017. 2. јуна 2017. бенд је објавио њихов други музички видео за песму "Inadequate". 7. јула исте године, бенд је објавио лирски видео за њихов други сингл са новог албума "Parallel Shift". Бубњар Арон Стечхауер и Мајлс Димитри Бејкер најавли су њихов одлазак из бенда 26. маја 2018. Убрзо након њиховог одласка, најављено је на фејсбуку да ће се њихов прошли гитарисата Џол Оманс вратити у бенд и да ће се бубњар из бенда Desecrate The Faith, Мајк Капуто, исто придружити бенду заједно са јапанским гитаристом Јо Онитајан. 10. фебруара 2019. фејсбук страница бенда најавила је да су Мајк Капуто и Јо Онитаја требутно турнејски чланови. Бенд је објавио њихов пети студијски албум названим Gidim 25. октобра 2019, албум је садржао Марко Питрузела на бубњевима, као и соло госта Ћарлса Касвела из бенда Berried Alive на песми "Pustules", вокале Дена Ватсона из Enterprise Earth на песми "Hypodermis Glitch", и Јо Онитајанов соло на песми "Tormented Consciousness". 8. септембра 2020 бенд је потврдио да је Мајк Капуто постао редован члан бенда.

## Музички стил
AllMusic описао је Рингс ов Сатурн као "прогресивни, технички деткор бенд", пишући да су "на шаљиви начин проценили њихов бенд као технички дет метал-ејлијенкор (ванземаљски кор)" бенд искоришћава брзо рифовање са додатним хармоничним ефектима, брз темпо, амбијентне елементе, и текст чија је тематика ванземаљске инвазије и ванземаљски живот. 

## Чланови

### Тренутни[23]
- Лукас Ман - гитара (2009 - данас) бас (2009, 2010, 2013, 2018-данас) клавијатура, програмирање, синтисајзере (2009 - 2010, 2011- данас)
- Ијан Бејкер - вокалсита (2012 - данас)
- Џол Оманс - гитара (2010 - 2014, 2018 - данас), бас (2013 - 2014, 2018 - данас=
- Мајк Капуто - бубњеви (2020 - данас; уживо 2018 - 2020)

### Бивши
- Бен Говер - бас (2009)
- Петер Павлак - вокалиста (2009 - 2011)
- Брент Силето - бубњеви (2009 - 2011)
- Крис Велс - клавијатура, синтисајзери, програмирање (2010 - 2011)
- Мус Албер - бас (2011)
- Брент Гловер - бас (2011)
- Џеф Хјуал - бас (2011)
- Џон Галовеј - вокалиста (2011-2012)
- Шон Мартинез - бас (2012 - 2013)
- Ијан Бејкер - бубњеви (2012 - 2013)
- Џеси Бијелер - бубњеви (2013)
- Арон Кичер - бубњеви (2014)
- Мајлс Димитри Бејкер - гитара, бас (2014 - 2018)
- Арон Стечанер - бубњеви (2014 - 2018)

### Бивши уживо
- Јосуке Хага (Јо Онитајан) - гитара, бас (2018 - 2019)
- Марко Питрузела - бубњеви (2018 - 2019)

## Дискографија

### Сдудијски албуми
- Embryonic Anomaly (2010)
- Dingir (2012)
- Lugal Ki En (2014)
- Ultu Ulla (2017)
- Gidim (2019)

### Музички видеји
- Senseless Massacre" (2014)
- "Inadequate" (2017)
- "Margidda" (2018)
- "The Husk" (2019)